# Koziniec (Klein-Polen)
Koziniec is een dorp in de Poolse woiwodschap Klein-Polen. De plaats maakt deel uit van de gemeente Mucharz.